# Manuel Nunes Gabriel
Manuel Nunes Gabriel (* 20. Dezember 1912 in Fundada, Portugal; † 20. Oktober 1996 in Portugal) war ein portugiesischer römisch-katholischer Missionar und Bischof. Von 1966 bis 1975 war er Erzbischof von Luanda.

## Leben
Manuel Nunes Gabriel empfing am 7. Juli 1935 die Priesterweihe und wirkte fortan als Missionar in Angola.
Papst Pius XII. ernannte ihn am 5. Dezember 1957 zum ersten Bischof des neuerrichteten Bistums Malanje. Die Bischofsweihe spendete ihm am 21. Dezember desselben Jahres der spätere Kardinal Fernando Cento, damals Apostolischer Nuntius in Portugal. Mitkonsekratoren waren Moisés Alves de Pinho, Erzbischof von Luanda, und Daniel Gomes Junqueira, Bischof von Nova Lisboa. Am 13. Februar 1962 ernannte ihn Papst Johannes XXIII. zum Koadjutorerzbischof von Luanda. Er nahm zwischen 1962 und 1965 an der ersten und der letzten Session des Zweiten Vatikanischen Konzils teil.
Nach dem altersbedingten Rücktritt von Moisés Alves de Pinho am 17. November 1966 folgte Nunes Gabriel diesem am selben Tag als Erzbischof nach. In seine Amtszeit fiel auch der Höhepunkt der angolanischen Unabhängigkeitsbestrebungen gegen die portugiesische Kolonialherrschaft. Die katholische Kirche stellte sich seinerzeit gegen die kommunistische Unabhängigkeitsbewegung MPLA, die nach der Unabhängigkeit die wichtigste Partei des Landes werden sollte.
Am 19. Dezember 1975, einen Monat nach der Unabhängigkeit Angolas, legte Manuel Nunes Gabriel sein Amt nieder. Er starb 1996 und wurde später in Malanje beigesetzt, wo sein Wirken als Geistlicher begann.

## Veröffentlichungen
- 1978: Angola, cinco séculos de cristianismo[2]